# Petriwka (hromada Nowokalczewe)
Petriwka (ukr. Петрівка) – wieś na Ukrainie, w obwodzie odeskim, w rejonie berezowskim, w hromadzie Nowokalczewe. W 2001 liczyła 530 mieszkańców, spośród których 504 wskazało jako ojczysty język ukraiński, 9 rosyjski, 5 mołdawski, 5 białoruski, a 7 ormiański.